# Grażyna Henclewska
Grażyna Henclewska (ur. 20 października 1958 w Klukowie) – polska ekonomistka, urzędnik państwowy, w latach 2008–2015 podsekretarz stanu w Ministerstwie Gospodarki.

## Życiorys
Jest absolwentką Szkoły Głównej Gospodarstwa Wiejskiego w Warszawie. Ukończyła także studia podyplomowe w Kolegium Zarządzania i Finansów SGH.
Zawodowo związana z administracją publiczną i służbą cywilną, której jest urzędnikiem mianowanym. Od 1996 była zatrudniona w Głównym Urzędzie Statystycznym, zajmując się pracami analitycznymi i nadzorczymi w Departamencie Analiz i Opracowań Zbiorczych. W 2000 podjęła pracę w podobnej komórce Ministerstwa Gospodarki. Była początkowo radcą ministra i p.o. zastępcy dyrektora departamentu. W latach 2003–2005 zajmowała się współpracą z Organizacją Współpracy Gospodarczej i Rozwoju i Bankiem Światowym. W 2006 objęła stanowisko dyrektora Departamentu Analiz i Prognoz.
10 lipca 2008 została powołana na stanowisko podsekretarza stanu w Ministerstwie Gospodarki. Pełniła tę funkcję do listopada 2015.